# Nhữ Ninh Công chúa
Nhữ Ninh Công chúa (chữ Hán: 汝寧公主), không rõ sinh mất cũng như tên thật, là hoàng nữ của Minh Thái Tổ Chu Nguyên Chương, hoàng đế đầu tiên của nhà Minh.

## Cuộc đời
Nhữ Ninh Công chúa là hoàng nữ thứ 5 của Minh Thái Tổ, mẹ là Quách Ninh phi (郭宁妃). Chính sử nhà Minh chỉ ghi rằng, Quách Ninh phi là mẹ của Lỗ Hoang vương Chu Đàn, nhưng gia phả họ Quách có chép rõ, trước Lỗ vương Chu Đàn thì bà còn sinh hạ hai hoàng nữ, là Nhữ Ninh và Đại Danh Công chúa.
Tháng 4 âm lịch năm Hồng Vũ thứ 15 (1382), công chúa Nhữ Ninh hạ giá với Lục Hiền (陸賢), con trai của Cát An hầu Lục Trọng Hanh (陸仲亨). Năm thứ 23 (1390), do cấu kết với Hồ Duy Dung nên Trọng Hanh bị tru di. Về phần công chúa Nhữ Ninh và phò mã Hiền không nghe sử sách nhắc đến sau đó.
Dựa theo năm sinh của Ninh Quốc Công chúa (1364) và Hoài Khánh Công chúa (1367), hoàng nữ thứ hai và sáu của Thái Tổ, cộng thêm việc hạ giá năm 1382 thì Nhữ Ninh ước tính sinh vào khoảng năm 1366 hoặc 1367.